# Slash's Snakepit
Gli Slash's Snakepit sono stati un gruppo hard rock fondato da Slash. Ne fecero parte anche gli altri membri dei Guns N' Roses Matt Sorum (batteria) e Gilby Clarke (chitarra ritmica), che costituirono la formazione originaria del progetto solista di Slash assieme a Mike Inez degli Alice in Chains al basso e Eric Dover (proveniente dai Jellyfish) alla voce. Questa prima formazione, considerata come i "veri" Slash's Snakepit (la formazione del 2000 con Rod Jackson alla voce non fu altrettanto ben accolta da fan e critica), realizzò solo l'album It's Five O'Clock Somewhere, pubblicato nel 1995 quasi per caso. Sull'album suonano anche Teddy Andreadis (armonica) e Dizzy Reed (tastiere), entrambi collaboratori di Slash, Sorum e Clarke nei Guns N' Roses.

## Storia
La leggenda più accreditata è quella che trova Slash e Sorum iniziare assieme delle jam-sessions al fine di lavorare sul nuovo materiale per i GN'R, presso lo studio a casa di Slash (noto come "The Snakepit" a causa della predilezione del chitarrista per i serpenti, dato che lo studio si trovava in prossimità di uno dei suoi animali domestici). Presto, Gilby Clarke (al tempo chitarra ritmica nei Guns) si aggiunse contribuendo alle idee. Ai loro demo mancava la parte del basso, così contribuì ad alcune idee (come nel brano "Beggars & Hangers-On") Duff McKagan.
Secondo alcune dichiarazioni concesse da Axl Rose in un'intervista con Kurt Loder di MTV nel 1999, queste canzoni erano state offerte come potenziale futuro materiale per i Guns N' Roses, ma furono da lui seccamente respinte.
Slash assunse il bassista Mike Inez degli Alice in Chains per completare la formazione. Il batterista di Gilby Clarke, Mark Danziesen, suggerì Dover come cantante, il quale dopo aver superato l'audizione, entrò a far parte del quintetto per completare la registrazione di quello che sarebbe diventato "It's Five o'clock Somewhere".
Nella promozione dell'album sono rimaste pragmatiche le dichiarazioni dove anziché venir considerato vero e proprio album solista, venne dichiarato essere inizialmente un semplice side-project messo incidentalmente assieme durante delle sessioni che servirono per tenere occupato Slash nel suo periodo di vacanza dai Guns. Inoltre si afferma che inizialmente la band doveva chiamarsi semplicemente "Snakepit" - prendendo nome dallo studio di Slash - ma in seguito la casa discografica insistette per aggiungere il nome del chitarrista solista in modo da incrementare le vendite. Da qui nacque lo "Slash's Snakepit".
Con un titolo preso da un evento successo in un aeroporto, la copertina realizzata dal fratello di Slash, Ash Hudson, l'album è stato pubblicato nel marzo 1995, durante un periodo di inattività per i Guns N' Roses, e alla fine vendette più di un milione di copie.
Poco dopo la pubblicazione dell'album, un locale di San Diego denominato "Snakepit" querela Slash per violazione di marchio depositato. La querela è stata regolata in termini confidenziali.
A causa di un frustrante periodo di inattività dei Guns, la Geffen premeva sempre di più per promuovere l'album degli Snakepit, e organizzò un tour di sei mesi. Clarke, Slash & Dover erano rimasti gli unici membri dopo la registrazione fino al tour, poiché Inez era impegnato con gli Alice in Chains, e Sorum aveva accettato di rimanere nell'area d'azione dei GN'R come compromesso per placare la rabbia di Axl, il quale vedeva in questo "progetto" un atto di sfida portato dal suo chitarrista. Gilby Clarke era già stato licenziato dalla band in cui ora aveva potere solo Axl, di conseguenza gli Snakepit per il tour imminente decisero di prendere al basso James Lomenzo e alla batteria Brian Tichy.
Una volta ultimato il tour, la band fu presto dichiarata sciolta, essendo stata, dopo tutto, solamente un side-project per tutti i soggetti coinvolti.
Eric Dover andò a formare gli Imperial Drag con il tastierista dei Jellyfish Roger Manning, Slash tornò ai GN'R mentre Clarke andò a registrare alcuni albums da solista.
Nel 1996 però Slash lascia di nuovo i Guns citando l'incapacità di continuare a lavorare con Rose. McKagan e Sorum lasceranno l'anno successivo per lo stesso motivo e andranno a partecipare insieme a vari progetti - come la jam band / cover band Slash's Blues Ball.

## Reunion
Il 2000 vide registrazioni e spettacoli dal vivo per gli Snakepit, ma con una nuova formazione (ad eccezione di Slash). La band pubblica Ain't Life Grand nell'ottobre del 2000, che, oltre a vedere Slash alla chitarra solista, conta Rod Jackson alla voce, Johnny Griparic al basso, Matt Laug alla batteria e Ryan Roxie alla chitarra ritmica. Keri Kelli ha poi sostituito Ryan Roxie per il tour, poiché Roxie è stato impegnato a lavorare con Alice Cooper. Dopo un tour per supportare l'album, ancora una volta gli Slash Snakepit si sciolsero.

## Discografia
- 1995 - It's Five O'Clock Somewhere
- 2000 - Ain't Life Grand

## Formazione
Nota: Non include musicisti di sessione.

### 1994
Jam iniziali
- Slash - chitarra solista
- Gilby Clarke - chitarra ritmica
- Duff McKagan - basso
- Matt Sorum - batteria

### 1994 - 1995
Registrazione del primo album
- Eric Dover - voce
- Slash - chitarra solista
- Gilby Clarke - chitarra ritmica
- Mike Inez - basso
- Matt Sorum - batteria

### 1995
Tour a sostegno del primo album
- Eric Dover - voce
- Slash - chitarra solista
- Gilby Clarke - chitarra ritmica
- James Lomenzo - basso
- Brian Tichy - batteria

### 1996-1998
Gruppo sciolto

### 1998-2000
Performance nel 1999, e registrazione del secondo album
- Rod Jackson - voce
- Slash - chitarra solista
- Ryan Roxie - chitarra ritmica
- Johnny Griparic - basso
- Matt Laug - batteria
- Teddy Andreadis - tastiere

### 2000-2001
Tour a sostegno del secondo album
- Rod Jackson - voce
- Slash - chitarra solista
- Keri Kelli - chitarra ritmica
- Johnny Griparic - basso
- Matt Laug - batteria
- Beathoven - tastiere